# 10 Sekunden
10 Sekunden ist ein deutsches Filmdrama von Nicolai Rohde aus dem Jahr 2008. Die Handlung orientiert sich lose an der Flugzeugkollision von Überlingen am Bodensee am 1. Juli 2002, bei der 71 Menschen starben.

## Handlung
Der Fluglotse Markus Hofer hat eine Mitschuld an einem Zusammenstoß von zwei Flugzeugen, bei dem 83 Menschen ums Leben gekommen sind. Obwohl das Ereignis schon vor einem Jahr passiert ist, macht er sich immer noch schwere Vorwürfe, die seine Frau Franziska nur durch Seitensprünge ertragen kann. Voller Rache ist hingegen Erik Loth, der bei der Katastrophe seine Frau und seine Tochter verloren hat und nun fest entschlossen ist, den verantwortlichen Lotsen umzubringen. Der Polizist Harald hatte am Unglücksabend Dienst, und seitdem bekommt er die Bilder davon nicht mehr aus dem Kopf. Eines Abends berichtet das Fernsehen von dem Mord an Markus Hofer. Harald kennt dessen Mörder Erik und glaubt, ihn nun überall zu sehen.

## Kritiken
Die Zeitschrift Filmdienst befand, der Film sei als „großes Gefühlskino“ angelegt, „das Fragen nach Schuld und Sühne anschneidet, inhaltlich wie formal aber wenig Eigenständiges bietet.“
Holger True schrieb am 2. Oktober 2008 im Hamburger Abendblatt, Nicolai Rohde fächere langsam ein „komplexes Beziehungsgeflecht“ auf, in dem die vorherrschende „allgegenwärtige Depression“ vom zuweilen „recht aufdringlichen Soundtrack“ noch gefördert werde. Er lobte die Leistung von Marie Bäumer, die „in jeder Szene atemberaubend präsent ist und ungeheuer intensiv zwischen Hoffnung und Verzweiflung pendelt“.